# How Long Will I Love You?
How Long Will I Love You? is oorspronkelijk een nummer van de Brits-Ierse folkrockband The Waterboys uit 1990. Het is de eerste single van hun  vijfde studioalbum Room to Roam. In 2013 bracht de Britse zangeres Ellie Goulding een cover van het nummer uit, als tweede single van Halcyon Days, de heruitgave van haar tweede studioalbum Halcyon. Daarnaast staat de cover op de soundtrack van de film About Time.
Op Roam to Roam wordt het lied rechtstreeks gevolgd door het korte nummer She's All That I Need, dat niet afzonderlijk in de tracklist van het album staat.
De versie van The Waterboys werd enkel een bescheiden hitje in Ierland, waar het een 28e positie pakte. Gouldings cover is een ballad, die in meerdere landen de hitlijsten bereikte. Het werd in 2013 ook gebruikt als themalied voor de BBC-inzamelingsactie Children in Need, waarmee Goulding naar eigen zeggen was opgegroeid. De zangeres steunde het initiatief en zei blij te zijn er nu daadwerkelijk een bijdrage aan te kunnen leveren. 
De cover van Goulding werd een grotere hit dan het origineel van The Waterboys. In zowel het Verenigd Koninkrijk als de Vlaamse Ultratop 50 bereikte het de 3e positie, terwijl het in Nederland de 9e positie in de Tipparade haalde.
Waterboys-frontman Mike Scott zei over Gouldings versie: "Ze heeft een paar regels veranderd, ik weet niet zeker of ze dat opzettelijk heeft gedaan. Ik denk niet dat ze zo goed zijn als de originele regels, maar goed genoeg voor haar. Ik doe zelf hetzelfde. Ik heb Dylans woorden veranderd, dus ik kan niet echt klagen als iemand de mijne verandert." 